# Under the Greenwood Tree (film fra 1918)
Under the Greenwood Tree er en amerikansk stumfilm fra 1918 af Emile Chautard.

## Medvirkende
- Elsie Ferguson - Mary Hamilton
- Eugene O'Brien - Jack Hutton
- Edmund Burns - Kenneth Graham
- Mildred Havens - Peggy Ingledew
- John Ardizoni - Karl